# Czwarty raz
Czwarty raz – czwarty album Urszuli, wydany w 1988 roku nakładem wydawnictwa Polskie Nagrania „Muza”.
Kilka utworów pochodzących z tej płyty Urszula nagrała także w języku angielskim m.in. „Raz” (Life), „Sam wiesz” (Getaway Car), „Czy to miłość to co czuję” (Is It Love).
Realizacja nagrań: „CCS Studio” Warszawa. Grudzień 1987 – luty 1988.

## Lista utworów
Strona 1
1. „Gdzie złota mieć nie trzeba” (muz. R. Lipko, sł. T. Zeliszewski) – 4:05
2. „Już nic nie mam do stracenia” (muz. S. Zybowski, sł. T. Zeliszewski) – 4:10
3. „Raz” (muz. R. Lipko, sł. B. Olewicz) – 5:00
4. „Zanim eksplodujesz” (muz. R. Lipko, sł. T. Zeliszewski) – 3:30
5. „Zobacz sam” (muz. S. Zybowski, sł. B. Olewicz) – 3:55

Strona 2
1. „Sam wiesz” (muz. S. Zybowski, sł. T. Zeliszewski) – 3:35
2. „Czy to miłość to co czuję” (muz. S. Zybowski, sł. B. Olewicz) – 4:40
3. „Doganiając krótki dzień” (muz. R. Lipko, sł. B. Olewicz, U. Kasprzak) – 4:40
4. „Niebanalne życie” (muz. S. Zybowski, sł. U. Kasprzak) – 3:10
5. „Tam za rogiem” (muz. R. Lipko, sł. M. Dutkiewicz) – 4:15

## Listy przebojów
| listopad 1988 | Raz                       | –  | 8 |
| grudzień 1988 | Czy to miłość to co czuję | 24 | 6 |
| kwiecień 1989 | Niebanalne życie          | –  | 3 |

## Teledyski
- „Raz” – 1988
- „Czy to miłość to co czuję” – 1988
- „Niebanalne życie” – 1988

autorzy: Piotr Raczkiewicz, Ryszard Gajewski; scenariusz, opieka nad całością, montaż zdjęć: Małgorzata Potocka, Stanisław Zybowski

## Twórcy
- Urszula Kasprzak – śpiew
- Stanisław Zybowski – gitary i syntezatory, śpiew
- Romuald Lipko – instrumenty klawiszowe
- Marcin Pospieszalski – gitara basowa
- Jerzy Suchocki – instrumenty klawiszowe
- Tomasz Zeliszewski – perkusja, instrumenty perkusyjne
- Lonstar – śpiew

Personel
- Mikołaj Wierusz – mixing
- Paweł Danikiewicz – midi komputery
- Stanisław Zybowski – producent nagrania
- Maciej Partyka – organizacja nagrania